# Věžná (Žďár nad Sázavou)
Věžná é uma comuna checa localizada na região de Vysočina, distrito de Žďár nad Sázavou.